# Nucleotops endroedyyoungai
Nucleotops endroedyyoungai är en skalbaggsart som beskrevs av Manfred A. Jäch 1999. Nucleotops endroedyyoungai ingår i släktet Nucleotops och familjen vattenbrynsbaggar. Inga underarter finns listade i Catalogue of Life.